# The Piglet Files
The Piglet Files è una serie televisiva britannica prodotta dalla London Weekend Television (ora parte della Granada Television). Lo show è stato prodotto per 3 stagioni per un totale di 21 episodi, trasmessi tra il 1990 ed il 1992.
La serie segue la vita dell'insicuro agente dell'MI5 Peter "Piglet" Chapman, impegnato nell'addestramento di altri agenti suoi sottoposti nell'uso dei gadget da spie e mentre tiene nascosto il suo vero lavoro alla moglie Sarah.

## Trama
Nei primi anni '90, nel periodo tra la caduta del muro di Berlino ed il collasso dell'Unione Sovietica, l'IM5 combatte le spie sovietiche che si trovano nel Regno Unito mentre affronta l'inettitudine dei loro stessi agenti, messi in ridicolo dal fatto che l'Unione Sovietica non è più una minaccia e senza menzionare la Francia. Ma l'MI5 sa di più, ed infatti, i sovietici stanno tramando qualcosa.
In un tentativo di alleviare l'incompetenza dei suoi agenti, l'MI5 convince l'insegnante dell'università locale Peter Chapman ad accettare la loro offerta di assunzione, facendolo licenziare dall'università e non lasciandogli quindi altra scelta. I suoi nuovi capi Maurice Drummond e Andrew Maxwell assegnano Peter alla nuova divisione tecnologica, ma c'è un problema. Peter ora insiste per avere un nome in codice, per nascondere la sua identità nel mondo dello spionaggio. Peter inizialmente chiede come nome "Puma", poi "Panther", ma entrambi erano già utilizzati. Quindi viene scelto l'unico nome rimanente con iniziale P: Piglet. "Piglet" si unisce agli altri agenti in missione sul campo, ma questo è principalmente per assicurarsi che l'MI5 riceva indietro il suo equipaggiamento.
Ora, Peter "Piglet" Chapman deve affrontare gli assassini e doppi agenti sovietici mentre tiene la sua identità di tecnico dell'MI5 segreta da tutti quanti, compresa sua moglie Sarah.

## Personaggi
- Peter "Piglet" Chapman - Nicholas Lyndhurst
- Major Maurice Drummond - Clive Francis
- Major Andrew Maxwell - John Ringham
- Dexter - Michael Percival
- Sarah Chapman - Serena Evans
- Flint - Louise Catt
- Lewis - Steven Law

## Episodi
- Prima serie (1990)
  - "A Question of Intelligence" (7 settembre)
  - "Fair Exchange" (14 settembre)
  - "A Room with a View" (21 settembre)
  - "The Ice-Man Cometh" (28 settembre)
  - "The Beagle Has Landed" (5 ottobre)
  - "Now You See It" (12 ottobre)
  - "A Private Member's Bill" (19 ottobre)
- Seconda serie (1991)
  - "The Wright Stuff" (3 maggio)
  - "Red Spy at Night" (10 maggio)
  - "Piglet in a Trough" (17 maggio)
  - "The Wrong Combination" (24 maggio)
  - "Trouble with Reception" (31 maggio)
  - "The Hunt for Red Decoder" (7 giugno)
  - "Undercover Activity" (14 giugno)
- Terza serie (1992)
  - "Guerillas in the Mist" (29 marzo)
  - "Sweet and Sour Piglet" (5 aprile)
  - "Sex, Spies and Videotape" (12 aprile)
  - "In Which We Serve" (19 aprile)
  - "The Plane Truth" (26 aprile)
  - "Under New Management" (3 maggio)
  - "With Friends Like These" (10 maggio)

## Pubblicazioni DVD
La prima serie di The Piglet Files è stata pubblicata in DVD da Network DVD, seguita dalla seconda serie nell'aprile 2012, con la terza (e ultima) serie dello show pubblicata nel novembre 2012.
| DVD                             | Data di Pubblicazione |
| ------------------------------- | --------------------- |
| La serie completa 1             | 17 gennaio 2011       |
| La serie completa 2             | 16 aprile 2012        |
| La serie completa 3             | 12 novembre 2012      |
| Box: le serie complete da 1 a 3 | Sconosciuto           |